# Spanje op het Eurovisiesongfestival 1978
Spanje nam deel aan het Eurovisiesongfestival 1978 in Parijs (Frankrijk). Het was de 18de deelname van het land aan het festival.

## Selectieprocedure
Net zoals de voorbije jaren koos de TVE ervoor om de kandidaat intern te selecteren.
Men koos voor de Spaanse zanger José Vélez met het lied Bailemos un vals.

## In Parijs
In Parijs moest Spanje optreden als 7de, net na Frankrijk en voor Verenigd Koninkrijk. Op het einde van de puntentelling hadden ze 65 punten verzameld, goed voor een 9de plaats.
Nederland had 4 punten over voor het lied, België twee.

### Gekregen punten

#### Finale
| 12 punten    | 10 punten            | 8 punten      | 7 punten                         | 6 punten               |
| ------------ | -------------------- | ------------- | -------------------------------- | ---------------------- |
| - Denemarken |                      | - Zwitserland | - Finland - Oostenrijk - Turkije | - Griekenland - Israël |
| 5 punten     | 4 punten             | 3 punten      | 2 punten                         | 1 punt                 |
|              | - Monaco - Nederland |               | - België - Luxemburg             |                        |

### Punten gegeven door Spanje

#### Finale
Punten gegeven in de finale:
| 12 punten | Luxemburg           |
| 10 punten | Duitsland           |
| 8 punten  | Italië              |
| 7 punten  | Griekenland         |
| 6 punten  | Israël              |
| 5 punten  | Frankrijk           |
| 4 punten  | Zwitserland         |
| 3 punten  | Verenigd Koninkrijk |
| 2 punten  | België              |
| 1 punt    | Portugal            |

1961 · 1962 · 1963 · 1964 · 1965 · 1966 · 1967 · 1968 · 1969 · 1970 · 1971 · 1972 · 1973 · 1974 · 1975 · 1976 · 1977 · 1978 · 1979 · 1980 · 1981 · 1982 · 1983 · 1984 · 1985 · 1986 · 1987 · 1988 · 1989 · 1990 · 1991 · 1992 · 1993 · 1994 · 1995 · 1996 · 1997 · 1998 · 1999 · 2000 · 2001 · 2002 · 2003 · 2004 · 2005 · 2006 · 2007 · 2008 · 2009 · 2010 · 2011 · 2012 · 2013 · 2014 · 2015 · 2016 · 2017 · 2018 · 2019 · 2020 · 2021 · 2022 · 2023 · 2024 · 2025